# 9S
『9S<ナインエス>』は、葉山透による日本のライトノベル。イラストは9巻までが山本ヤマト、10巻からは増田メグミが担当している。電撃文庫（メディアワークス→アスキー・メディアワークス→KADOKAWA）より2003年9月から2024年2月まで刊行された。
『電撃hp』に短編が連載されていたほか、ラジオドラマ化もされた。2007年6月に発売された『電撃hp』Volume.48では、『VIII』の発売を記念して「9S<ないんえす? > 花見だヨ! 全員集合!」というタイトルでコミカライズされた。

## ストーリー

### スフィアラボ編（9S 収録）
海上の閉鎖実験施設スフィアラボは峰島勇次郎の遺産強奪を目的とした武装集団「蜃気楼（ミラージュ）」に強襲される。スフィアラボでアルバイトをしていた坂上闘真はそこから脱出し、襲撃を通報することに成功する。すると遺産管理を行う組織、ADEMによって闘真は事情を聴取されるためにNCT研究所に連れて行かれる。そこで峰島勇次郎の一人娘、峰島由宇に出会うことになる。由宇と闘真はスフィアラボに侵入し、蜃気楼と戦闘を繰り広げ、LAFIの奪還に成功する。

### レプトネーター編（9S II 収録）
スフィアラボ事件から2週間後、遺産を用いて製作された多目的多足型無人戦車「レプトネーター」の起動実験が孤島、孤石島にて行われた。違法な遺産の使用がないかを調査するために実験に参加していた峰島由宇とADEMはレプトネーターの暴走に巻き込まれ、遺産強奪グループ「ミネルヴァ」に襲われる。闘真は由宇に再び会うために孤石島へ訪れ同じく事件に巻き込まれる。闘真と由宇は再会し、レプトネーターを破壊、ミネルヴァを排除する。

### 天国の門編（9S III、IV 収録）
5月初め、孤石島での事件から2週間後、木梨は勝手にLAFIにリンクし八十八元素の一つに身体を奪われてしまう。木梨はその身体を変異させNCT研究所を脱走、それを追いかけて由宇も三度外へ出る。変異体の目標は"天国の門"、風間が示した峰島勇次郎の唯一の手がかりだった。一方、真目勝司は遺産強奪組織ミネルヴァのマジシャンと手を組み、真目の血への憎しみから"天国の門"を目指す。由宇と闘真は彼らを排除し、峰島勇次郎を追う。

### ADEM編（9S V、VI、VII 収録）
奨励都市《希望》での事件の後、由宇がNCT研究所から脱走した責任を伊達は追及される。由宇たちは峰島勇次郎を求め比良見特別禁止区域に向かう。

### 海星編（9S VIII、IX 収録）
NCT研究所の陥落は阻止したものの、由宇たちは黒川の謀略とマモンのリーディング能力により、多くの遺産技術を奪われてしまう。神出鬼没に現れ、世界各地の違法遺産開発拠点を攻撃する海星。多くの死者が出る一方、遺産兵器の被害者を中心とした一部の世論には、海星及び黒川を英雄視する向きも現れた。その報道に心揺らぐ由宇だったが、闘真と麻耶による励ましにより、海星に対して反撃を開始する。
アメリカ第四艦隊による、沈没したフリーダムのサルベージ開始を受け、由宇たちはここを最後の決戦の場に選ぶ。海星VS由宇のラストバトルがついに開始された。

### シベリア編（9S X、XI 収録）
シベリアに突如として出現した未曽有の災厄。それを写したカメラには世界初の遺産使用者スヴェトラーナの姿があった。20年前の最初の遺産事件から続く流れがシベリアに集結しつつあった。

## 登場人物

### メインキャラクター
坂上闘真（さかがみ とうま）
声 - 石田彰
ごく普通の17歳の高校生に見えるが、巨大な権力を有する真目家の人間で、禍神の血を引く真目家に伝わる小刀「鳴神尊」の継承者。普段は温厚で優しいが、「鳴神尊」を抜くと比類なき力を持つ殺戮者に変貌する。血の匂いに関して、非常に敏感。
他の兄弟とは腹違いで母親の姓を名乗っている。正妻ではなく妾の子であるために真目家では地位は高くない。禍神の血を完全には制御できていない部分がある。過去に禍神の血に支配され顔見知りの人々を惨殺した過去を持ちそれがトラウマになっている。禍神の血に目覚めた坂上闘真は殺人を嗜好し、峰島由宇に対し殺害願望を抱いている。禍神の血の能力を発揮することで数々の困難を打破してきたが、次第に普段の闘真と殺戮者としての闘真との境が薄くなってきていると指摘されている。
天国の門編よりADEMから追われる身であり、由宇と共に逃亡している。ADEM編では一度由宇と別れ海星の追っ手から逃れるために峰島勇次郎の旧研究所の地下に立て篭もるが、その際に峰島勇次郎と出会う。その後地下施設を脱出、怜と共に拉致された峰島由宇を救出すべくフリーダムに突入し、成功している。七つの大罪の数人と交戦するがベルゼブルを除いて決着には至っていない。由宇には恋愛感情を抱いているようで、勇次郎の嘘を聞かされ嬉し涙を流す由宇に思わずキスをしてしまうが拒絶される。その後は彼女の為に命を差し出すことすら厭わなかった結果、ついに彼女と想いを通じ合わせるようになる。
彼の母親から死に際に彼は三人の人間の意志によって生み出されたと聞かされる。三人のうちの二人は母である坂上美沙子と父である真目不坐。
なぜか峰島勇次郎が作った口笛の曲を知っているが、彼自身なぜ峰島勇次郎と面識がないのに知っているのか分からない。
瞬時に多人数の敵を屠る卓越した技術、神速と言っても過言ではない驚異的な脚力、周囲の状況を冷静に見極め敵を葬る圧倒的な状況判断、分析力など、覚醒時の彼の能力は凄まじいものがあり、物語が進んでなお彼の殺戮者としての技術は常に磨かれ続けている。それ故に闘真に勝てる人間はほとんど存在しない（由宇でさえ、遺産<天国の門>の力を借りてかろうじて勝てたほど）。敵に対する慈悲も情けも一片たりとも存在しない彼はこの作品の登場人物とは明らかに一線を画しており、異常者として見られることも少なくない。
峰島由宇（みねしま ゆう）
声 - 高橋美佳子
峰島勇次郎の一人娘。峰島勇と名乗っていた勇次郎から生まれた際に名前を与えられ、女の子で勇は気の毒だという理由から由宇となる。7歳の頃にADEMに保護されて以来、NCT研究所の地下1200mに拘束されていた。その頭脳は最高の知能、あらゆる知識を有し峰島勇次郎の最高傑作と評される。遺産の倫理観の欠如した使用に嫌悪感を示し、遺産の回収にも必要性を感じれば協力を惜しまない。自然環境から隔離されて育ったため、太陽光や雨、自然の風などに特別な想いがある。身体能力は同年齢の女性の平均以下であるが、物理計算によって身体を正確無比に操るため常人が及ぶべくもない戦闘能力を発揮する。しかし、激しい戦闘により身体を異常に酷使してしまうとカンフル剤の投与もしくは休息が必要となる。また、闘真との誓いから人を極力殺さないようにし、実際直接人を殺したことはない。母親は明らかにされていない。
ADEM編では海星の手により拉致、フリーダム内部に監禁されるが、その後闘真の手によって救出され現在は真目家の元にいる。料理が壊滅的に苦手。ADEM編より闘真に異性として惹かれ始める。心中は彼に好意を抱いているようであるが、本人にはそれが何の感情なのか良く分かっていない様子。スフィアラボ海底では彼を失う事の恐怖（=死）を味わい、その後の告白で闘真と想いを通わせる。
真目麻耶（まなめ まや）
声 - 安田未央
闘真の腹違いの妹。実の兄2人よりも闘真にとても懐いている。真目家の令嬢らしく、頭脳明晰、容姿端麗で真目グループの会社（主にアジア圏一帯）をいくつも取り仕切っている（しかし、料理は壊滅的に苦手）。"天国の門"事件以降は勝司が担当していたアメリカ地域の統括も担うこととなる。由宇の境遇に感じるものがあるのか、彼女とは次第に親しくなっていき、彼女をADEMから庇う場面も度々見られる（ただしライバル視している面もある）。奨励都市KIBOU、スーパーコンピュータ「トゥルーアイ」などのネーミングセンスはいまいちだと由宇に指摘されている。
ADEM編ではADEMと一時的に共同戦線を張り、七つの大罪をはじめ多くの情報を提供する（これは麻耶の独断であり、他の真目家の人間は一切関与していない）。由宇の為、七つの大罪のリーダー、ルシフェルと真っ向から向き合うなど精神面の強さも垣間見られる。勝司から麻耶の出生の本当の理由について聞かれ青ざめている（理由は現時点では不明）。

### ADEM
正式名称"The Administrative Division of the Estate of Mineshima（訳：峰島の遺産管理局）"。LC部隊を擁し、遺産犯罪への対処が主な活動で国連でも認められている。遺産の不正使用を監視するための強制査察権限を持っている。最重要遺産はS-00001（峰島由宇）である。現在は黒川の策略によりADEMは権限を失い事実上機能停止となっている。
伊達 真治（だて しんじ）
声 - 立木文彦
ADEMの総司令。妻と死別している。由宇とは幼少の時彼女を保護してからの長い付き合いがある。
スフィアラボの事件前は由宇を危険視していたが、由宇が自分の意思でNCT研究所に戻ってきてからは少しずつその考えを改めつつある。
黒川の策略により由宇を奪われ、ADEM本部を破棄することになる。
NCT研究所に立て篭もりLAFIを守っていたがサタンの攻撃により研究所への侵略を許し、マモンにより奪われてしまう。
性格は冷静で寡黙である。彼は部下を信頼し、信望を集めている。己の欲のためには決して遺産を使用しない正義感に似たものを持つ。八代の素性を知っていて、彼の入局時から既に目を付けていた。
黒川とは大学の時の同期。
外伝の話によると最初の遺産事件の当事者であり、まだ無名で峰島勇の名であった頃の峰島勇次郎、クレールの母親、真目蛟などの人物とも顔を合わせている。
岸田群平（きしだ ぐんぺい）
声 - 西村知道
NCT研究所の最高責任者で、由宇をほとんど娘のように思っているようである、由宇の良き理解者。監禁状態を強いている負い目から、日夜彼女の処遇改善を伊達に求めている。
由宇に対しては少々過保護気味。かつて峰島勇次郎と共に研究を行っていた。
八代一（やしろ はじめ）
声 - 三宅淳一
伊達の秘書官。明るいが軽そうな言動で部下からは全然尊敬されていないが能力は優秀。伊達が不在の場合などは指揮をとる。
食玩を集めることが好きで、また三食コンビニらしい上に、ヤクザなマンションのごちゃごちゃしているというだらけた状態の部屋に住んでいる。
アリシアから運転手、たまきから戦闘能力が軽んじる発言をされるが実際には戦闘力が高く、アリシア、たまきの両名も自分達よりも圧倒的な戦闘能力を持つことを認めている。
八陣家の一つ八代家の出身。八代の人間では欠陥である『一度でも言葉を交わした人間を殺せない』という性質を持っている。
峰島と敵対している真目の陣営の八代家の出身ながらADEMに属しているのは、優秀すぎる兄弟がいたために家出したためであると語っている。
ADEM編より七つの大罪の一人であるマモンと同等以上に戦った（このときマモンは変異体の影響により身体能力が飛躍的に上がっていた）ことや、由宇の評価から、常人以上の戦闘能力を有していることがわかる。それぞれの発言と怜が苦無（クナイ）を使い「神鳴殺」を使用していることから察するに怜とは何らかの関係があるようである。
家出しても連れ戻されもしなかった凡人であると自身で語るが、初めて会った頃の峰島由宇に彼の戦闘力を1とすると自分の戦闘力は4.27である（普通の訓練された兵士では百人がかりでも峰島由宇に勝てないが、八代が五人いれば辛勝できるということになるために、常人より遥かに優れているということになる）と評価され、真目麻耶にも政治の能力において優秀であると言わせる。また、マモン（六道舞風）の劣等感を利用し倒すなど戦術も巧み。
萩原誠（はぎわら まこと）
容姿はいいが性格はとにかくスケベで親父っぽい。闘真の学校の転校生。しかし、実際は23歳で、特殊部隊SATに所属していた経歴をもつ。危機回避能力（第6感のようなもの）が高く、それ故にSATを去ることになるが、その能力を買われ分析官として八代を介しADEMにスカウトされる。
八代の直属の部下だが八代に対する忠誠心や帰属意識は低い。主に監視任務に就く。八代に振り回されつつも任務をこなしている。独り言が多い。
八代とは趣味が似通っているが、スカウトの際の八代の計略や日頃の扱いのためか、仲がいいという様子ではない。
蓮杖直人（れんじょう なおと）
海外研修をしていたLC部隊の一員。アドバンスLC部隊のリーダーとなる。常に冷静沈着、戦闘時においても瞬時に状況を判断し対応する。
海星の急襲を受けるが、隊員の犠牲を無くすために彼は投降を決意、部隊全員が捕虜となる。
部下からの信頼も厚いが、7巻の最後の場面にて黒川から勧誘され、彼に迷いが生じる。
環あきら（たまき あきら）
元々は海外で傭兵をしていた。海外研修をしていたLC部隊の一員。アドバンスLC部隊の一員で紅一点。遺産技術のウィンディーネを使用する。
伊達真治に恋愛感情を持っている。七つの大罪の一人サタンと対決、仲間の協力で彼を撃破する。
遺産技術であるウィンディーネを使いこなしているが、それを私的な目的で使うこともある。
越塚清志郎（こしづか せいしろう）
海外研修をしていたLC部隊の一員。アドバンスLC部隊の一員となる。
あきらに「乗り物オタク」と呼ばれる。
その実力は確かである。戦闘機も完璧に乗りこなし、全長20メートル、高さ17メートルの巨大ダンプカーTITANで片輪走行が可能である。
吉見萌（よしみ もえ）
海外研修をしていたLC部隊の一員。アドバンスLC部隊の一員となる。スフィアラボ編での亜門。
前回の事件後、脳障害があったため回復手術が行われた。記憶は消え、人格も変わっている。名前の萌はたまきが付けたもの。
朝倉小夜子（あさくら さよこ）
レプトネーター開発者であり、コンピュータなどの機械の操作に長ける。盲目。
孤石島での事件の後、由宇のために女性研究員を補強する一環でNCT研究所に入所することとなる。明るく優しい女性。由宇とは親しくしている。
ADEMの危機の際に危険を承知でLAFIに潜り込み、風間と出会う。
木梨孝（きなし たかし）
LAFIセカンドの開発チーフ。元クラッカーだが腕を見込まれNCT研究所にヘッドハントされた。技師としての実力は高いのだがプライドが高く、人を見下すような口調で話す。
天国の門編にてLAFIファーストから身体に侵入した八十八元素の1つによって身体に変異を引き起こす。
星野（ほしの）
自衛隊隊員。孤石島の事件の自衛隊員の唯一の生き残りで、後に、NCT研究所に配属される。孤石島の際に知り合ったために朝倉小夜子とそれなりに親しい。
久野木（くのき）
LC部隊、スフィアラボ奪還作戦隊長。作戦中に死亡。

### 真目家・八陣家
古来より情報戦を制することでその力を発揮してきた。曰く――真実を知りたければ、真目家の門を叩け、と評される。現当主不坐の方針により峰島には関わらないとの方針を持っている。八陣家は古来より真目家の人間の護衛をしてきた。
八陣家は現在、六道家が取り潰しになり、『二』と『五』もなくなっている（フリーダム内でのマモンと由宇との会話より）。
怜（れい）
真目麻耶の守り目、闘真の後任。男装の麗人な格好をしている。八陣家の出身。7巻で八代一が怜と関わりを持っていることを言っている。苦無（クナイ）を使って戦う。苦無（クナイ）による技は音波によって敵の感覚を狂わす「雷鳴動」とかまいたちによって多人数の敵を殲滅する門外不出の「神鳴殺」がある。また、他にも一瞬にして距離を詰める「縮地」などのかなり高い戦闘技術を持ち合わせている。それらの技術は麻耶を守るために必死になって習得したと自身が語っている。
人を殺すことに躊躇はなく、また、真目の人間でありながら甘いことを言うということが闘真を嫌っている要因の一つではないかと風間に指摘されている。
闘真にわずかに劣等感を持っているような描写があるが、彼の実力は認めている。
真目不坐（まなめ ふざ）
真目家現当主。闘真、麻耶の実父。三男であったが当主の座に着く。大雑把な性格だが、その行動は的確。禍神の血に固執しており、鳴神尊と共に血を完成させる為闘真をもうけたとされる。それと同時に峰島勇次郎の行方を追い、6巻のエピローグにて再会を果たしているが、その後は不明。
クレール
真目蛟の娘。遺伝の性質から女性には禍神の血は発現しないはずだが、天国の門によって不坐に脳をいじられたためその能力が発現し、副作用として重度の相貌失認（どうやら闘真の短刀を認識させない能力と同類の能力の暴走である可能性がある）さらにほぼ無感情となってしまう（そのためか、味覚にはかなりの執着心があり、甘いものに目がない）。鳴神尊の長刀版を操る。亜麻色の長い髪を持つ。6巻のエピローグにて真目不坐とともに峰島勇次郎と会い、殺そうとするが世界の外側を覘いてショック状態に陥る。その後は不明。外伝によると、その名前は母親の名前を貰ったもの
真目勝司（まなめ かつし）
真目家長男。整った顔立ちをしている青年。真目家の男子であるが禍神の血が薄く、鳴神尊を抜いても変わらない。現在は半ば真目家から離反している。闘真のことを独自に調べていたことがあり、何らかの事実を知っている様子である。また、闘真の母親である美沙子を「叔母」と言っている。守り目は、六道才火。
六道才火（りくどう さいか）
勝司の守り目。没落しているが八陣家の一つであった六道家の家系の人間。見かけは小さい子供だが、守り目としての実力は確かなようである。また、六道家の天才と言われている。六道家が取り潰しになる原因である禍神の血が入っている可能性があるためか、鳴神尊は遠ざけられている。六道舞風とは従姉弟の関係。
六道舞風（りくどう まいかぜ）
七つの大罪のマモンを参照。
六道扇（りくどう おうぎ）
八陣家の中でも異能の家系である六道家がまだ没落する前、そのときの真目家の当主から力を恐れられたほどの人物。
真目北斗（まなめ ほくと）
真目家次男。かなりのものぐさで、依頼された仕事は適確にこなすらしいが詳細は不明。これまでにセリフのみでしか登場していない。
真目蛟（まなめ みずち）
鳴神尊の前継承者。真目不坐の弟でクレールの父。二年前、不坐に峰島勇次郎の暗殺を依頼され試みるが失敗、殺害される。その後勇次郎の研究対象とされる。後、マジシャンとして真目家に復讐を行おうとする。だが彼の復讐計画は失敗に終わり、変異体に自らの体を食わせることで融合、記憶を保ち続ける。クレールと再会するも、不坐の指示を受けたクレール自身の手によって殺害される。

### 蜃気楼（ミラージュ）
風間 遼（かざま りょう）
声 - 保志総一朗
循環環境施設スフィアラボを占拠した武装集団、蜃気楼（ミラージュ）のリーダー。元峰島勇次郎の助手でLAFIファーストの開発にあたっていた。彼の能力エレクトロン・フュージョンによってLAFIと深く精神レベルでシンクロすることができる。風間は元はLAFI上で偶発的に生まれた電子生命であったが、峰島勇次郎に人間の身体を与えられた。後、再びLAFIの中に留まる。事件解決後は峰島由宇と取引をし、LAFIサードに入って、由宇、闘真と共に行動している。困難にぶつかる由宇と闘真に助言・忠告を与えることもある。網膜投影で自身の人間としての姿を映し出すことも可能(これは演出だと本人は語っている)。基本的に他人には辛口であるが、闘真の戦闘能力、由宇の知性など量るべき点を把握、解析することでその人物に複数の選択肢を提示してくれる。物語が進むにつれ次第に彼の感情（というのは間違いかもしれないが）は人間寄りになってきており、短編集では由宇と闘真の仲についての考えを述べている。フレームが曲がりそうになると文句を言う。
宮根 瑠璃子（みやね るりこ）
声 - 渡辺美佐
蜃気楼の一員で、遺産強奪を内部から手引きする。ユニバーサル迷彩を用いる。主武装はナイフ。光城に殺害される。
光城時貞（こうじょう ときさだ）
声 - 高戸靖広
蜃気楼の一員。瑠璃子は元恋人。全身に漆黒のコートを纏う。Dランクの遺産、霧斬を使用。闘真に殺害される。
亜門（あもん）
声 - 郷里大輔
蜃気楼の一員。2mを超える巨漢で怪力、見た目と異なり素早く、冷静。Eランクの遺産、A9汎用特殊装甲のオリジナルを使用。事件解決後、記憶を消去され吉見萌としてアドバンスLC部隊に配属される。

### ミネルヴァ
遺産強奪、横流しを行う、典型的EM犯罪組織。アルファベットを冠する26の精鋭構成員がいる。アメリカ政府からの資金供与を受けている。創設当時は遺産撲滅組織だったが、その力をあらゆる勢力に利用されていき4年前にスヴェトラーナが失踪した後は現在のEM犯罪組織となった。
スヴェトラーナ・クレール・ボギンスカヤ
世界初の遺産使用者にしてミネルヴァの創設者。クレールの母親である。ブレインプロクシによって髪の炭素を操作し、硬度を変化させて自在に操る。
ゴールディ
ミネルヴァの一員、Gを冠する。金髪。愛銃ボニーとクライドを自在に操り、跳弾を意図通りに行うことができる。ゲイでジェイを愛している。死亡。
ジェイ
ミネルヴァの一員、Jを冠する。視覚毒を用いる。また、脳内ホルモン分泌を操作することによって肉体や神経の強化を行うことができる。遺産を用いた変装の達人で志村に扮していた。日本人。レプトネーターによって死亡。
ククルス
ミネルヴァの一員、Cを冠する。ククルスとは和名のカッコウのこと。技術の一部をわざと流出させることで研究を行わせ、それが完成に近づくと強奪するという手口をとる。クレールに殺害される。
マジシャン
ミネルヴァの一員、Mを冠する老人。遺産、ナイトメアと自身の特性によって強力な暗示能力を有する。正体は鳴神尊の前所有者、真目蛟。変異体に取り込まれた後、若き姿で闘真と決闘し、敗北。死にかけているところをクレールに斬られ死亡。
ビッグフット
ミネルヴァの一員、Bを冠する。遺産技術により異常発達した巨躯を持つ。ビッグフット、スピード、パペットはお互いに三つ子で、ともにゲノム・リモデルの被験者。流れ弾が頭部に当たり、死亡。
スピード
ミネルヴァの一員、Sを冠する。その名の通り高速で移動することが可能でナイフを用い攻撃する。環あきらのウィンディーネによって死亡。
パペット
ミネルヴァの一員、Pを冠する。ビッグフットの装甲の中におり死体を操っていた。闘真により殺害される。
リバース
ミネルヴァの一員。数少なくスヴェトラーナを慕っているアルファベットの一人。毛深い巨漢の男。

### 海星
LIC（低烈度紛争）対策組織。黒川謙が指揮する。評議会にADEMへの疑惑を持たせADEMの権限を委譲される。
黒川謙（くろかわ けん）
海星のリーダー。黒い噂が絶えない人物だが、実際は正義感に溢れた人柄。遺産犯罪の撲滅を狙っている。伊達とは同期で、以前は尊敬していた。「人が人として生きていける世界」を望んでいる。峰島由宇の逃亡の件で伊達を追い込み、自らは峰島由宇を確保したことを隠蔽しつつ、ADEMを機能停止にした。七つの大罪と手を結んでいるが、連絡がとれないなど完全な協力体制にはない。ステルス空母フリーダム、そして海星を操りNCT研究所からLAFIファーストを強奪した。その後フリーダムを駆使し遺産犯罪が行われていると思われる場所を襲撃、全世界の遺産犯罪者に宣戦布告した。
福田（ふくだ）
黒川の部下。副官で、黒川に忠実。彼の果て無き理想論に賛同し、あらゆるサポートをする。黒川のただ一人の理解者。

### 七つの大罪
中東・アフリカで活躍した伝説の傭兵部隊。一人一人が一個師団に匹敵するともいわれ、ミネルヴァも活動範囲に近づこうとしなかった。Ⅸ巻まで海星の指揮下にあった。なお、七つの大罪およびそれに対応した悪魔の名前を有しているが、それぞれの性格・能力はあまり名前に関係することがない。
ルシフェル
七つの大罪のリーダー的存在で、齢100歳を超える穏やかな老人。他の七つの大罪のメンバー達からは「おじい」と呼ばれ、人格者でもある。過去に峰島勇次郎と思われる人物と接触しており、脳の黒点が開かれており（これは勇次郎によるものではなく、彼自身による修練の可能性が高い）、つわものぞろいの七つの大罪の中でも特に驚異的な存在。闘真とすれ違いざまに意味深な言葉を発するが真意は不明。麻耶との対談で彼女の必死の弁により由宇には手を出さないことを約束する。
レヴィアタン
七つの大罪に所属。周囲の物質に含まれる金属を操り、それを浮上させ高速で打ち出し攻撃する少女。ベルゼブルに恋慕している。坂上闘真と交戦するが、磁場を鳴神尊で切られるなど圧倒的な力で追い詰められ、事実上の敗北を与えられる。ベルゼブルに重傷を負わせた闘真に激しい憎しみを抱いている。
フリーダムで闘真の一撃からベルゼブルを庇い重傷を負い、その生涯をベルゼブルと共に深海で終える。
ベルゼブル
七つの大罪に所属。周囲の人間に肉体同調をさせる能力を有する。以前は野地という名で真目家で使用人として潜入していたが、その正体は真目家襲撃の犯人一味の一人である。坂上闘真と二度交戦、二度目は闘真の策により重傷を負い敗れる。かつては明るい性格であったが、現在は狂気と闘真への憎悪に支配され非常に不安定かつ攻撃的な性格になっている。
自身を庇って重傷を負ったレヴィアタンと肉体同調を施し、暖かな死を味わいながら深海へ沈んだ。
サタン
七つの大罪に所属。特殊な銀色のスーツを全身に着込みその温度を数千度以上にし攻撃する。その温度のために大抵の銃火器は無用となる。スーツを脱ぐことで周囲をマイナス数百度に下げることも可能。物理的に回避しようのない特性ゆえに、戦闘能力だけなら七つの大罪のトップ。峰島勇次郎の傑作のひとつである。そのスーツの下は無機物（珪素）で構成された生物であり、体温がマイナス196度からマイナス209度の間でしか生存出来ない。もしマイナス210度、もしくはマイナス223度を下回ると、血と肉の代わりに存在する液体窒素と液体酸素が固体化し死に至る。環あきらと交戦、サタンが圧倒的優位に立っていたが、スーツが自身の高熱と巨大レンズで耐久最高温度まで高まった瞬間にアリシアに銃で狙われ、銃を高熱で無効にしたところ、スーツが耐久温度に耐えきれず崩壊し、死亡。
その遺体はADEMに回収される。
アスモデウス
七つの大罪に所属。常人の数十倍の怪力で2メートルを超える双斧を用いる美女。ベルフェゴールの姉で戦うには優しすぎる弟を心配している。フリーダムにて坂上闘真と交戦するも、斧を両断され追い詰められるがベルフェゴールに助けられる。
ベルフェゴール
七つの大罪に所属。世界の外側を見ることが出来、闘真にすら視認が難しいほどの速力を持つ。アスモデウスの弟。仁義を大切にし、情が深い。闘真の鳴神尊の一撃を素手で防いだ実力を持っている。
マモン
七つの大罪に所属。少年のような格好をしているが少女。自己顕示力が強くよく喋る。リーディング能力により相手の記憶を読むことができる。その能力により数多くの人間を記憶を読むことを引き換えに発狂させてきたがそのことに罪悪感はない。ブレイン・プロテクトによりリーディングされないように出来るが、マモンはそれをこじ開けようとするので最終的には発狂する。
本名は六道舞風で、同じ家系でなおかつ自分よりも優れている才火に対し劣等感を抱いている。黒川の指示により峰島由宇の記憶を読み取る（暗号化された知識は暗号化されたまま）。その結果、本来非戦闘員であるが、天才的な思考能力から成り立つ身体制御能力と膨大な知識を会得して高度な戦闘技術も有することになった（本人ではないため完全ではない）が、その膨大な情報量と変異体の侵食により脳への負担が限界にまで達している。脳に常人より遥かに適性があり優秀だと風間に言われて感涙するが、変異体の侵食により人間としての寿命は長くないと判断されている。
NCT研究所最下層にて八代一と交戦するも敗北、瀕死だったが、変異体のもう半分の脳の記憶を読むことにより復活、LAFIファーストを手に去っていった。
その後、絶望とともに死んでいく苦しみを味わわされた憎しみとともにまた八代一と交戦するが、再び敗北する。しかし、今度は悔いなく負けた。その後ADEMにスカウトされ、八代とはなんだかんだでいいコンビになっている。

### その他の人物
峰島勇次郎（みねしま ゆうじろう）
人物、背景その他で謎の多い人物。まだ彼が世界的に有名になる以前、「峰島勇」と名乗っていたが、由宇が生まれた時点で自らをサリエリだと指摘し、自分は由宇よりも劣っているとして「由宇の次」という意味で現在の「勇次郎」と名前を変更した。数多くの新技術の開発や発明、実験を行ってきた。その実験の中には非人道的なものも含まれたためマッドサイエンティストと評される。10年前、勇次郎の研究所を中心に核爆発が発生した際より行方不明となっていたが、ADEM編にて突如闘真の前に現れ、礼を言う。遺産（本人曰く、「アルキメデスの兎と亀」）を駆使しているのか、兵士や兵士の武器を無効化している。容姿は白のスーツに白の帽子であり、闘真曰く若い印象を受けたという。6巻のエピローグにて真目不坐と再会するが、その後は不明。

横田健一（よこた けんいち）
声 - 森田成一
スフィアラボの技術主任。30歳前後で身体はがっしりしている。大雑把な性格だが、コンピュータ技師としての腕は由宇も認め、LAFIのカオス領域の存在を確認するほど。闘真のスフィアラボ内での後見人。宮根瑠璃子に殺害される。
横田鏡花（よこた きょうか）
声 - 吉倉万里
横田健一の娘。4歳。
横田和恵（よこた かずえ）
声 - 西田裕美
横田健一の妻。ブレイン・プロテクトが幼い鏡花に与える影響を懸念している。闘真と由宇を応援している。
笠原実（かさはら みのる）
多目的多足型無人戦車、開発コードネーム「レプトネーター」開発主任、内蔵バッテリーの重量問題により開発が頓挫しかけていたところをククルスにより解決したが暴走プログラムをインストールし、暴走の原因をまねいた。
志村圭吾（しむら けいご）
自衛隊隊員。同僚の星野達と共に由宇に協力する。だが本物の志村は既に殺されており、闘真と由宇が出会ったのは志村の顔の皮を被ったジェイだった。
変異体（へんいたい）
元は木梨孝だったもの、正式な呼び名は不明。LAFIファーストから身体に侵入した八十八元素の1つによって身体に変異を引き起こしもはや木梨と呼べるものでなくなっている。生物の性質を模倣し、遺産技術を発現し、あらゆる有機、無機物を取り込み、風間を凌駕するほどの情報技術を駆使するようになるが、マジシャンを取り込んだ後、真目蛟の姿で闘真と決闘し、敗北。その後クレールに殺害される。
長谷川京一（はせがわ きょういち）
闘真の学校の同級生。フェアリーショックの原作からのファン。
アリシア・新井（アリシア あらい）
盗まれた遺産フリーダムに関する調査を目的に日本に送られたDIAのエージェントでアメリカ人。クールビューティーであるが、ジャンクフードが好きだったり、テレビゲームを趣味にするなど一見結びつかない好みも持った女性。体の至る所に銃を隠し持っている。ADEM編にてLC部隊と共に戦い、仲間意識がわずかに芽生えたようであるが、意識しないようにしている。特にたまきと行動を共にすることが多く、ある一日の出来事から友人と呼べるほど親しくなっている。彼女と知り合ったことで好物にモツ煮込みが増えた。
八代の正体に気づいており、その時の会話からあきらに八代に惚れていると勘違いされている。
そばアレルギーがある。
セルゲイ・イヴァノフ
峰島勇次郎ゼロファイルを最初に解読した人間で峰島勇次郎が表に姿を現す以前はマッドサイエンティストの代名詞とも言えたが、勇次郎の存在を求めた彼を発端とした最初の遺産事件で不座の命を受けた蛟に殺害される。この事件はあらゆる意味で始まりと言えた。彼が解読して実用化した研究の一つは後にシベリアで極大の災禍を引き起こした。
イワン・イヴァノフ
セルゲイ・イヴァノフの後継者とされる青年。峰島由宇を彷彿させるほどの洞察力の頭脳を持ち無機物生命体となんらかのかかわりを持つ。

## 用語
NCT研究所（エヌシーティーけんきゅうじょ）
NCTは正式名称"Non-Cognizable Technology（訳：認識外テクノロジー）"。ADEMが押収した遺産技術の研究、分析、保管を行っている。存在を秘匿するため、人里離れた山奥に存在する。
第二京都条約（だいにきょうとじょうやく）
国連で定められた峰島勇次郎の遺産の運用における規制。
ブレインプロテクト
脳神経に干渉することで遺産に関する機密情報を外部に漏洩させないようする処置。NCT研究所に入所する際に大脳皮質番号の記載とともに行われる。機密情報はそれを知っている者たちの間では自由にやり取りができる。
トゥルーアイ20000
真目家が開発したスーパーコンピュータ。その開発費は数億ドルに上るが、その性能はLAFIシリーズに遥かに劣る。スフィアラボ事件の際に爆破破棄される。
孤石島（こせきとう）
九州大隅半島の南東に位置する島。レプトネーターの起動実験が行われた。
脳の黒点（のうのこくてん）
知覚の外。大脳の深部にある未使用領域。峰島勇次郎のライフワーク。
奨励都市《希望》（しょうれいとし きぼう）
真目家が買い取り再開発を行った街。数多くのオフィスビルや高級マンション、ホテルなどの多くの施設を備える。中心に世界最大級、高さ734mのビル"KIBOU"を擁する。命名者は幼い頃の麻耶。
八十八元素（はちじゅうはちげんそ）
LAFIサードの中で生まれた88の意識体。木梨の身体に入り込んだものもこの中の一つ。
M0208文書

比良見特別禁止区域（ひらみとくべつきんしくいき）
10年前の爆発事件の被災地域、峰島勇次郎の元研究所を中心とする元市街地を含む。防衛庁の管轄下にあり、一般人の立ち入りは禁止。周囲の柵は1,600平方mの平地とそれ以上の広さがある山岳地帯を囲っている。海星が本拠地を構える。
鳴神流（なるかみりゅう）
真目家の男子が幼少の頃より仕込まれる門外不出の武術の流派名。古武術もとり入れている。
鳴神尊（なるかみのみこと）
禍神の血を受け継ぐ真目家男子に相続される小刀。この小刀によって禍神の血をコントロールする。モノポールを含み、陽子崩壊を引き起こす。
禍神の血（まががみのち）
真目家の人間に流れる血のこと、殺戮衝動を持った人格そのもの。殺戮への渇望、死への抗い等が鳴神尊を抜刀することによって目覚める。

## 遺産技術
峰島勇次郎が発明し現在の技術水準を遥かに超越した技術、機械、方式など。一部に娘の峰島由宇が発明したものも含まれる。SランクからFランクまで存在し、それ以下はロストランクとされる。
LAFI（ラフィ）
Aランクの遺産、スーパーコンピュータ。スフィアラボにファースト（黒川謙率いる海星によってNCT研究所から強奪されたが、空母フリーダムが沈んだ際に搭載されていたファーストはそれと共に深海に沈み圧潰した）、NCT研究所にセカンド、サードが存在する。サードは携帯型のノートタイプ。また、存在のみ確認されるフォースがあるが、作中の記述ではコンピュータではないとされる。アリシア・新井によると実用化されていない量子コンピュータ（著者の公式HPでの発言ではそれとも違うものらしい）。
スフィアラボ
直径525m、ほぼ球形をした大規模研究施設。閉鎖空間内に地球循環環境を再現し、内部の資源だけで自給自足が可能。外壁の特殊ガラスは破壊不可能。LAFIファーストを有し、実験やスフィアラボ全体の管理を細部まで行うことができる。メインゲートとサブの2つの出入り口、輸送用のヘリポートを備える。
霧斬（むざん）
Dランクの遺産。物体に接触した際に物体の固有振動数を発生させることによって、その物質の結合力を弱め、液状化現象を引き起こす。また、位相が逆の振動波で打ち消すことが可能。水が含まれていない鉄などは砂状になる。
A9特殊汎用装甲
Eランクの遺産。特殊合金と関節に仕込まれた対ショックギアにより驚異的な防御力を持つ。ゼクト社がコピーした粗悪な流出品が蜃気楼に使用される。亜門が装備していたのはオリジナル。
ユニバーサル迷彩
熱、赤外線、音といった様々な痕跡を隠す特殊迷彩。空気の流れだけは隠せない。
ブレインプロクシ
代理脳、脳の代わりをしてくれる機械。本来、脳死患者などに対する医療用として開発されていた。峰島由宇が開発した遺産で、蜃気楼がこれを転用、戦闘プログラムをインストールし一般人に装着させることで簡易兵士に仕立てあげた。
イワン・イヴァノフはこれによる肉体の動きの最適化に加え外部からの電気信号で動きを補強し、更に戦闘に必要のない部分を徹底的に削り取り極限まで軽量化することで超人的な動きを可能にする「いかずち隊」を組織している。
多段式軽ガスガン（ただんしきけいガスガン）
スペースデブリの高速衝突実験を目的として製作された機材の小型機。直径9mmのアルミの弾をマッハ30超で撃ちだすことができる。弾と副産物であるはずの弾が発生させる衝撃波は多大な破壊力をもつ。
レプトネーター（Leptoneta）
二ツ橋重工が開発している多目的多足型無人戦車の開発コードネーム。人工衛星シグマからマイクロ波によって電源供給を受け行動することができる。低烈度紛争を対象として開発された。武装はレールガン、ワイヤーカッターなど。
視覚毒（しかくどく）
Dランクの遺産。複雑な光の組み合わせにより、脳の体内分泌物を制御する技術で、体内で毒を生成させる（応用方法としてアドレナリンなどのホルモンも操作できる）。理論は光過敏性発作に近い。
天国の門（ヘブンズ・ゲート）
LAFIファーストの中にあった峰島勇次郎への手がかりであり、奨励都市《希望》の地下に埋まっている遺産。本来相容れぬはずの真目家の家紋が刻まれ、都市1つ分の人命と重量によって封印。
ナイトメア
強力な暗示による共鳴現象。暗示によって傷ついたと認識すると実際に傷ついてしまうといったフィードバックがみられる。これは影響範囲や効果がごく小さいものであったが、マジシャンはその特性からその欠点を克服しこの遺産を使用できる。
ゲノム・リモデル
遺産の一つ。遺伝子情報を操作しその身体の能力を凄まじく伸ばすことができる。しかし、木梨ほどの急激な変化は見込めない。ビッグフット、スピード、パペットはその被験者。
ウィンディーネ
環あきらが使用する遺産。伝導率が一定の液体を自在に操ることができ、攻撃や偵察に使用することができる。
コーザリティゴーグル
蓮杖直人の使用する遺産。周囲の様々な事象から過去と未来を予測するゴーグル。ただし、過去視は過去に遡るほど過去の候補が増え、未来視は1秒先を予測するのに10秒掛かるという始末なのでロストランクとされる。
ト02型合金（トぜろにがたごうきん）
Dランク相当の遺産。ダイヤモンドを超える硬度を持つ7種の合金のうちの1つ。
フリクション・キャンセル
Dランク相当の遺産。常温下での摩擦係数を限りなく0に近づけるコーティング剤。
フリーダム
全長320mオーバー、全幅480mオーバーの飛行航空空母で世界最大の航空機。DIAとアメリカ海軍が極秘裏に建造した。建材にト00合金を使用。約3000人の兵員が搭乗でき、95機の艦載機を搭載できる。動力は原子力。ユニバーサル迷彩の技術を備える。
ト00合金
ダイヤモンドを越える硬度とジュラルミンとチタンの合金の四分の一の重量の金属。
リーディング能力
人の記憶を読み取る能力。相互に記憶が流れ込む。あまりにも情報量が極めて多いので適性の無い人間は発狂する。マモンはリーディング能力を持っているかどうかを基準にして自己を再構成していた。
分子間力制御装置（Intermolecular Force Control）
通称IFC。分子間力を制御することにより無機物の形を自在に操ることができる。峰島勇次郎の案をもとにセルゲイ・イヴァノフが開発したもののひとつ。二十年前、ソ連の科学者だったイヴァノフは偶然勇次郎が世界に流した技術の情報を手にいれたことでそれに魅せられ、日本に亡命し死亡した。そしてソ連に残されたイヴァノフの研究所は閉鎖され残されていた技術も没収された。だが当時勇次郎の技術は高度すぎたため理解できる者がおらず、そのまま放置されてしまった。その中にIFCも存在し、自己の複製という行動を設定されていた。周辺の無機物を取り込み自己を複製していくが、IFCには複製回数と寿命が設定されており一つのIFCの寿命は平均十七秒程度しかなかった。しかしその過程で不完全なものが現れ始め、複製回数制限が壊れてしまう。さらに多様性が発生したIFCは自らの姿も変えていき、その中の一つがCPUと同じ機能を獲得し「記憶」を可能にしたことで無機物生命体へと進化を遂げる。やがて研究所から外へと出た無機物生命体だったが、彼らにとって炭素は猛毒であったためそのまま絶滅するかと思われた。しかし冬が訪れたことで地面は凍りつき、有機物が氷の下に隠れてしまったことで無機物生命体は新たな進化を開始する。その中に液体窒素を体とする者たちがいた。彼らは断熱素材を体とする者たちと共棲することで己の体を保ち、液体窒素によって有機物を凍りつかせ死滅させることで生存を可能にした。そして無機物生命体が勢力を広げるために活動を活性化させたことでシベリアに未曽有の災厄が発生する。

## 既刊一覧
- 葉山透（著）・山本ヤマト（イラスト、第9巻まで）・増田メグミ（イラスト、第10巻以降）、メディアワークス→アスキー・メディアワークス→KADOKAWA〈電撃文庫〉、全15巻
  - 『9S<ナインエス>』、2003年9月10日発売[3]、ISBN 4-8402-2461-7
  - 『9S<ナインエス> II』、2004年1月10日発売[4]、ISBN 4-8402-2578-8
  - 『9S<ナインエス> III』、2004年5月10日発売[5]、ISBN 4-8402-2691-1
  - 『9S<ナインエス> IV』、2004年8月10日発売[6]、ISBN 4-8402-2760-8
  - 『9S<ナインエス> V』、2005年1月10日発売[7]、ISBN 4-8402-2906-6
  - 『9S<ナインエス> VI』、2005年8月10日発売[8]、ISBN 4-8402-3123-0
  - 『9S<ないんえす?> SS』、2006年1月10日発売[9]、ISBN 4-8402-3274-1
  - 『9S<ナインエス> VII』、2006年4月10日発売[10]、ISBN 4-8402-3390-X
  - 『9S<ナインエス> VIII』、2007年7月10日発売[11]、ISBN 978-4-8402-3586-0
  - 『9S<ナインエス> memories』、2007年12月10日発売[12]、ISBN 4-8402-4120-1
  - 『9S<ナインエス> IX』、2008年7月10日発売[13]、ISBN 978-4-04-867135-4
  - 『9S<ナインエス> X true side』、2009年9月10日発売[14]、ISBN 978-4-04-868014-1
  - 『9S<ナインエス> XI true side』、2012年3月10日発売[15]、ISBN 978-4-04-886545-6
  - 『9S<ナインエス> XII true side』、2024年2月9日発売[16]、ISBN 978-4-04-912573-3
  - 『9S<ナインエス> XIII true side』、2024年2月9日発売[17]、ISBN 978-4-04-915147-3